# Mohamed Ali Alhakim

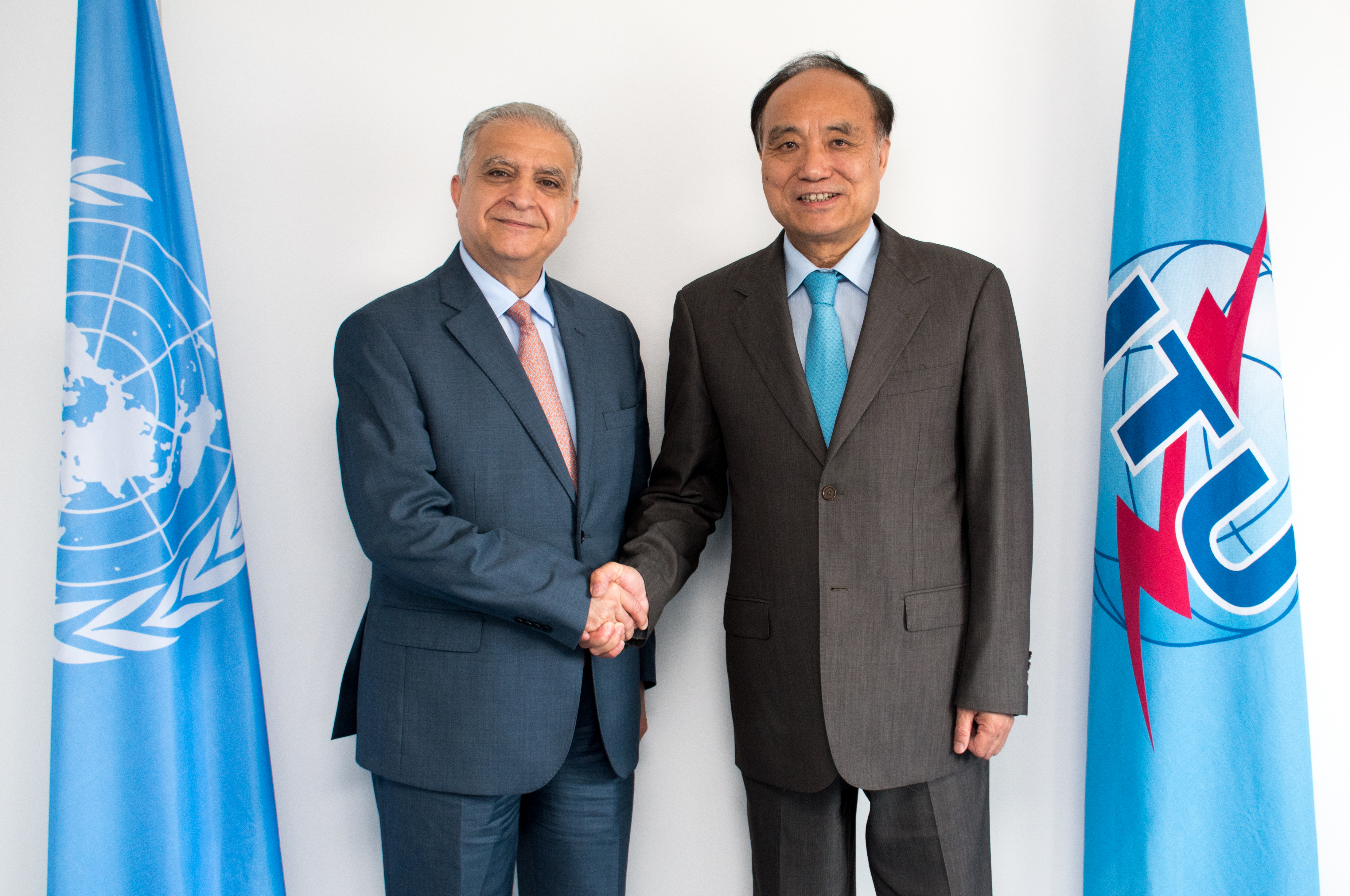
Mohamed Ali Alhakim (links) mit Houlin Zhao 2017

Mohamed Ali Alhakim (arabisch محمد علي الحكيم Muhammad Ali al-Hakim, DMG Muḥammad ʿAlī al-Ḥakīm, * Juli 1952 in Nadschaf, Königreich Irak) ist ein irakischer  Diplomat und Politiker. Seit dem 25. Oktober 2018 ist er Außenminister seines Landes in der Regierung des Premierministers Adel Abdul Mahdi.

## Leben
Mohamed Ali Alhakim studierte an der al-Mustansiriyya-Universität in Bagdad. Er erwarb den Titel eines Masters of Science & Technology der Universität Birmingham und wurde an der Universität von Südkalifornien im Fach Management of Engineering (etwa: Wirtschaftsingenieurwesen) promoviert. Er beteiligte sich als Unternehmer und Berater am Wiederaufbau des Landes und war u. a. irakischer Minister für Telekommunikation. Seit dem 3. Mai 2013 bis zu seiner Ernennung zum Außenminister wirkte er als Ständiger Vertreter des Irak bei den Vereinten Nationen. Zuvor war er von 2010 bis 2013 Ständiger Vertreter im Büro der Vereinten Nationen in Genf (Schweiz). Zeitweise war er auch Vertreter des Irak bei der Welthandelsorganisation und der WHO.
Am 13. April 2017 wurde er vom Generalsekretär der Vereinten Nationen António Guterres zum Geschäftsführenden Sekretär der Wirtschafts- und Sozialkommission für Westasien ernannt.